# Bivacco Umberto Balestreri
Il bivacco Umberto Balestreri è un bivacco della Valtournenche, in Valle d'Aosta.
Si trova sul crestone che scende ad est dal col des Cors, a 3142 metri di quota.

## Storia
Il bivacco è stato inaugurato nel lontano 1927 e ricorda l'alpinista Umberto Balestreri, autore di numerose prime ascensioni sui monti della Valle d'Aosta.

## Accesso
L'accesso al bivacco avviene partendo da Breuil-Cervinia per un sentiero che nella prima parte coincide con il nº 11 (rifugio Bobba), successivamente sono inesistenti indicazioni e il sentiero diventa ripido e termina in una zona molto scivolosa ed esposta a scariche. Si può ritenere quindi l'accesso di natura alpinistica.

## Ascensioni
Il bivacco serve per la salita alla punta dei Cors e alla punta Lioy.

## Traversate
- Valpelline (tramite il bivacco Achille Ratti e il col dei Cors).